# 25601 Франкопачіні
25601 Франкопачіні (25601 Francopacini) — астероїд головного поясу, відкритий 1 січня 2000 року.
Тіссеранів параметр щодо Юпітера — 3,167.